# Futbol'ny Klub BATĖ 2019
Questa voce raccoglie le informazioni riguardanti il BATĖ Borisov nelle competizioni ufficiali della stagione 2019.

## Maglie e sponsor
Per la stagione 2019, il fornitore tecnico è Adidas, mentre gli sponsor ufficiali sono Belarus e Pari Match.
| 1ª divisa | 2ª divisa |

## Rosa
| N. |                        | Ruolo | Calciatore            |
| -- | ---------------------- | ----- | --------------------- |
| 3  | Norvegia (bandiera)    | D     | Emil Jonassen         |
| 4  | Serbia (bandiera)      | D     | Aleksandar Filipović  |
| 5  | Bielorussia (bandiera) | C     | Jaŭhen Jablonski      |
| 6  | Russia (bandiera)      | C     | Amir Natcho           |
| 7  | Bielorussia (bandiera) | C     | Jaŭhen Bjarozkin      |
| 8  | Bielorussia (bandiera) | C     | Stanislaŭ Drahun      |
| 9  | Serbia (bandiera)      | A     | Bojan Dubajić         |
| 11 | Bielorussia (bandiera) | C     | Aljaksandr Hleb       |
| 11 | Bielorussia (bandiera) | A     | Anton Saroka          |
| 14 | Montenegro (bandiera)  | D     | Boris Kopitović       |
| 15 | Bielorussia (bandiera) | A     | Maksim Skavyš         |
| 16 | Bielorussia (bandiera) | P     | Sjarhej Černik        |
| 17 | Bielorussia (bandiera) | C     | Aljaksej Ryas         |
| 18 | Islanda (bandiera)     | C     | Willum Þór Willumsson |
| 19 | Bielorussia (bandiera) | C     | Dzmitryj Bjassmertny  |

| N. |                        | Ruolo | Calciatore              |
| -- | ---------------------- | ----- | ----------------------- |
| 21 | Bielorussia (bandiera) | D     | Jahor Filipenka         |
| 22 | Bielorussia (bandiera) | C     | Ihar Stasevič           |
| 23 | Bielorussia (bandiera) | C     | Zachar Volkaŭ           |
| 24 | Finlandia (bandiera)   | A     | Jasse Tuominen          |
| 25 | Bielorussia (bandiera) | C     | Dzmitryj Baha           |
| 26 | Serbia (bandiera)      | A     | Nemanja Milić           |
| 27 | Serbia (bandiera)      | D     | Slobodan Simović        |
| 28 | Bielorussia (bandiera) | P     | Aljaksandr Svirsky      |
| 35 | Bielorussia (bandiera) | P     | Anton Čyčkan            |
| 44 | Bielorussia (bandiera) | C     | Uladzislaŭ Mal'kevič    |
| 45 | Bielorussia (bandiera) | A     | Uladzislaŭ Muchamedaŭ   |
| 48 | Bielorussia (bandiera) | P     | Dzjanis Ščarbicki       |
| 57 | Russia (bandiera)      | D     | Džamaldin Chodžanijazov |
| 94 | Francia (bandiera)     | A     | Hervaine Moukam         |

## Calciomercato

### Sessione invernale
| Acquisti | Acquisti                | Acquisti          | Acquisti      |
| R.       | Nome                    | da                | Modalità      |
| -------- | ----------------------- | ----------------- | ------------- |
| D        | Džamaldin Chodžanijazov | Ural              | svincolato    |
| D        | Emil Jonassen           | Bodø/Glimt        | svincolato    |
| C        | Dzmitryj Bjassmertny    | Minsk             | definitivo    |
| C        | Aljaksandr Džyhera      | Luč Vladivostok   | fine prestito |
| C        | Amir Natcho             | Viitorul Costanza | svincolato    |
| C        | Willum Þór Willumsson   | Breiðablik        | definitivo    |
| C        | Uladzislaŭ Žuk          | Sluck             | fine prestito |
| A        | Bojan Dubajić           | Haradzeja         | svincolato    |
| A        | Nemanja Milić           | Stella Rossa      | definitivo    |
| A        | Anton Saroka            | Lokeren           | svincolato    |

| Cessioni | Cessioni            | Cessioni            | Cessioni   |
| R.       | Nome                | a                   | Modalità   |
| -------- | ------------------- | ------------------- | ---------- |
| D        | Nemanja Milunović   | Stella Rossa        | svincolato |
| D        | Dzjanis Paljakoŭ    | Ural                | svincolato |
| D        | Nikola Vasiljević   |                     | svincolato |
| C        | Aljaksandr Džyhera  | Tarpeda Minsk       | svincolato |
| C        | Michail Hardzjajčuk | Tobyl               | svincolato |
| C        | Mirko Ivanić        | Stella Rossa        | definitivo |
| C        | Maksim Valadz'ko    | Arsenal Tula        | svincolato |
| C        | Uladzislaŭ Žuk      | Slavija-Mazyr       | prestito   |
| A        | Luwagga Kizito      | FC Politehnica Iași | prestito   |
| A        | Mikalaj Sihnevič    | Ferencváros         | svincolato |

### Sessione estiva
| Acquisti | Acquisti        | Acquisti  | Acquisti   |
| R.       | Nome            | da        | Modalità   |
| -------- | --------------- | --------- | ---------- |
| P        | Sjarhej Černik  | Nancy     | svincolato |
| D        | Boris Kopitović | Čukarički | svincolato |

| Cessioni | Cessioni              | Cessioni   | Cessioni   |
| R.       | Nome                  | a          | Modalità   |
| -------- | --------------------- | ---------- | ---------- |
| C        | Aljaksandr Hleb       | Islač      | svincolato |
| C        | Amir Natcho           | Jevpatoria | svincolato |
| A        | Uladzislaŭ Muchamedaŭ | Smaljavičy | prestito   |

### Operazioni successive alla sessione estiva
| Acquisti | Acquisti | Acquisti | Acquisti |
| R.       | Nome     | da       | Modalità |
| -------- | -------- | -------- | -------- |

| Cessioni | Cessioni                | Cessioni | Cessioni   |
| R.       | Nome                    | a        | Modalità   |
| -------- | ----------------------- | -------- | ---------- |
| D        | Džamaldin Chodžanijazov | Sumqayıt | definitivo |
| D        | Emil Jonassen           |          | svincolato |

## Risultati

### Vyšėjšaja Liha

#### Girone d'andata
| Arbitro: | Stecurin (Brėst) |

|                     |           |  |
| Baha 28’ Skavyš 61’ | Marcatori |  |

| Arbitro: | Vasilevič (Mazyr) |

|  |           |                                   |
|  | Marcatori | 22’, 73’ Stasevič 44’, 70’ Saroka |

| Arbitro: | Cynkevič (Asipovičy) |

|  |           |                |
|  | Marcatori | 48’ Nekhajchik |

| Arbitro: | Scherbakov (Minsk) |

|                   |           |                       |
| Sljusar 3’ (rig.) | Marcatori | 55’ Drahun 58’ Skavyš |

| Arbitro: | Sevastjanik (Hrodna) |

|              |           |  |
| Bjarozkin 4’ | Marcatori |  |

| Arbitro: | Koronec' (Žodzina) |

|              |           |  |
| Lebedzeŭ 49’ | Marcatori |  |

| Arbitro: | Vasilevič (Mazyr) |

|             |           |  |
| Dubajić 45’ | Marcatori |  |

| Arbitro: | Lobacevič (Vicebsk) |

|  |           |               |
|  | Marcatori | 34’ Jablonski |

| Arbitro: | Stecurin (Brėst) |

|                             |           |  |
| Skavyš 54’ Dubajić 67’, 79’ | Marcatori |  |

| Arbitro: | Horajutin (Minsk) |

|  |           |                         |
|  | Marcatori | 45’ Stasevič 88’ Skavyš |

| Arbitro: | Dmitrjev (Fanipal') |

|                            |           |           |
| Drahun 60’, 70’ Skavyš 76’ | Marcatori | 66’ Antić |

| Minsk 22 giugno 2019, ore 17:00 UTC+3 12ª giornata | Islač          | 0 – 0 referto | BATĖ Borisov | Stadio FK Minsk (2 100 spett.)\| Arbitro: \| Dolja (Hrodna) \| |
| Arbitro:                                           | Dolja (Hrodna) |               |              |                                                                |

| Arbitro: | Naumov (Minsk) |

|                              |           |  |
| Stasevič 23’ Drahun 28’, 31’ | Marcatori |  |

| Arbitro: | Vasilevič (Mazyr) |

|              |           |                        |
| Trebotić 54’ | Marcatori | 39’ Stasevič 82’ Milić |

| Arbitro: | Scherbakov (Minsk) |

|                                               |           |               |
| Milić 2’ Drahun 11’ Stasevič 79’ Skavyš 90+3’ | Marcatori | 77’ Pramudraŭ |

#### Girone di ritorno
| Arbitro: | Scherbakov (Minsk) |

|  |           |              |
|  | Marcatori | 44’ Stasevič |

| Arbitro: | Šimusik (Asipovičy) |

|                                                   |           |              |
| Swen 4’ (aut.) Tuominen 19’ Moukam 27’ Drahun 29’ | Marcatori | 38’ Sadoŭski |

| Arbitro: | Kul'bakoŭ (Homel') |

|                 |           |            |
| Hardzjajčuk 46’ | Marcatori | 53’ Drahun |

| Arbitro: | Sevastjanik (Hrodna) |

|                                  |           |  |
| Dubajić 36’, 49’, 54’ Volkaŭ 69’ | Marcatori |  |

| Arbitro: | Šimusik (Asipovičy) |

|                                    |           |                          |
| Čahovec' 4’ Bachar 10’ Jarocki 19’ | Marcatori | 52’ Drahun 70’ Filipović |

| Arbitro: | Scherbakov (Minsk) |

|                         |           |             |
| Skavyš 61’ Stasevič 81’ | Marcatori | 46’ Mitasov |

| Minsk 22 settembre 2019 22ª giornata | Tarpeda Minsk | 0 – 3 (a tavolino) referto | BATĖ Borisov | Stadio Traktar |

| Arbitro: | Kurgcheli (Homel') |

|                      |           |  |
| Ljahčylin 27’ (aut.) | Marcatori |  |

| Arbitro: | Vasilevič (Mazyr) |

|  |           |                                     |
|  | Marcatori | 10’ Skavyš 67’ Willumsson 85’ Milić |

| Arbitro: | Stecurin (Brėst) |

|               |           |               |
| Jablonski 74’ | Marcatori | 28’ Akubardia |

| Arbitro: | Kurgcheli (Homel') |

|                     |           |                        |
| Bodul 51’ Januš 70’ | Marcatori | 37’ Stasevič 62’ Milić |

| Arbitro: | Dmitrjev (Fanipal') |

|                       |           |                                        |
| Drahun 24’ Skavyš 39’ | Marcatori | 6’, 47’ Makas' 69’ Yansane 72’ Stephen |

| Arbitro: | Chistov (Minsk) |

|             |           |                       |
| Zolataŭ 65’ | Marcatori | 60’ Skavyš 79’ Drahun |

| Arbitro: | Kurgcheli (Homel') |

|                                      |           |  |
| Drahun 19’, 76’ (rig.) Bjarozkin 41’ | Marcatori |  |

| Arbitro: | Sevastjanik (Hrodna) |

|           |           |                         |
| Jusov 13’ | Marcatori | 15’ Drahun 80’ Stasevič |

### Coppa di Bielorussia 2018-2019
| Arbitro: | Koronec' (Žodzina) |

|                |           |            |
| Willumsson 34’ | Marcatori | 36’ Makas' |

| Arbitro: | Cynkevič (Asipovičy) |

|                |           |  |
| Kamaroŭski 32’ | Marcatori |  |

### Coppa di Bielorussia 2019-2020
| Arbitro: | Scherbakov (Minsk) |

|                                  |           |                                                               |
| Kazlovski 78’ (rig.) Šreytor 86’ | Marcatori | 16’ Tuominen 21’ Natcho 30’ Saroka 45’ Simović 81’ Willumsson |

| Arbitro: | Stecurin (Brėst) |

|                                                                                     |           |  |
| Muchamedaŭ 10’ Moukam 15’, 36’, 85’ Dubajić 41’ (rig.) Mjakyš 65’ Tuominen 67’, 76’ | Marcatori |  |

### Champions League

#### Primo turno di preliminare
| Arbitro: | Kalkavan |

|            |           |               |
| Drahun 64’ | Marcatori | 36’ Parzyszek |

| Arbitro: | Munukka |

|                |           |                              |
| Czerwiński 21’ | Marcatori | 82’ (rig.) Moukam 87’ Volkaŭ |

#### Secondo turno preliminare
| Arbitro: | Schärer |

|                               |           |               |
| Stasevič 5’ (rig.) Skavyš 51’ | Marcatori | 25’ Konradsen |

| Arbitro: | Di Bello |

|                                  |           |  |
| Helland 73’ (rig.) Søderlund 85’ | Marcatori |  |

### Europa League 2018-2019
| Arbitro: | Jovanović |

|            |           |  |
| Drahun 45’ | Marcatori |  |

| Arbitro: | Undiano Mallenco |

|                                                   |           |  |
| Volkaŭ 4’ (aut.) Mustafi 39’ Papastathopoulos 60’ | Marcatori |  |

### Europa League 2019-2020

#### Terzo turno preliminare
| Arbitro: | Boucaut |

|             |           |                            |
| Handžić 89’ | Marcatori | 19’ Baha 71’ (rig.) Moukam |

| Barysaŭ 15 agosto 2019, ore 20:00 UTC+3 Ritorno | BATĖ Borisov | 0 – 0 referto | Sarajevo | Barysaŭ-Arėna (11 876 spett.)\| Arbitro: \| Blom \| |
| Arbitro:                                        | Blom         |               |          |                                                     |

#### Play-off
| Arbitro: | Bojko |

|                                                    |           |  |
| Tomasov 23’ Logvïnenko 44’ Sigurjónsson 52’ (rig.) | Marcatori |  |

| Arbitro: | Madden |

|                         |           |  |
| Skavyš 6’ Jablonski 85’ | Marcatori |  |

### Superkubak Belarusi
| Arbitro: | Vasilevič (Mazyr) |

|                   |           |                                             |
| Moukam 49’ (rig.) | Marcatori | 40’ Lapceŭ 74’ (aut.) Filipović 80’ Savicki |

## Statistiche

### Statistiche di squadra
| Competizione         | Punti | In casa | In casa | In casa | In casa | In casa | In casa | In trasferta | In trasferta | In trasferta | In trasferta | In trasferta | In trasferta | Totale | Totale | Totale | Totale | Totale | Totale | DR  |
| Competizione         | Punti | G       | V       | N       | P       | Gf      | Gs      | G            | V            | N            | P            | Gf           | Gs           | G      | V      | N      | P      | Gf     | Gs     | DR  |
| -------------------- | ----- | ------- | ------- | ------- | ------- | ------- | ------- | ------------ | ------------ | ------------ | ------------ | ------------ | ------------ | ------ | ------ | ------ | ------ | ------ | ------ | --- |
| Vyšėjšaja Liha       | 65    | 15      | 12      | 1       | 2       | 34      | 10      | 15           | 10           | 3            | 2            | 27           | 11           | 30     | 22     | 4      | 4      | 61     | 21     | +40 |
| Coppa di Bielorussia | -     | 2       | 1       | 1       | 0       | 9       | 2       | 2            | 1            | 0            | 1            | 5            | 3            | 4      | 2      | 1      | 1      | 14     | 5      | +9  |
| Champions League     | -     | 2       | 1       | 1       | 0       | 3       | 2       | 2            | 1            | 0            | 1            | 2            | 3            | 4      | 2      | 1      | 1      | 5      | 5      | 0   |
| Europa League        | -     | 3       | 2       | 1       | 0       | 3       | 0       | 3            | 1            | 0            | 2            | 2            | 7            | 6      | 3      | 1      | 2      | 5      | 7      | -2  |
| Superkubak Belarusi  | -     | 0       | 0       | 0       | 0       | 0       | 0       | 1            | 0            | 0            | 1            | 1            | 3            | 1      | 0      | 0      | 1      | 1      | 3      | -2  |
| Totale               | 65    | 22      | 16      | 4       | 2       | 49      | 14      | 23           | 13           | 3            | 7            | 37           | 27           | 45     | 29     | 7      | 9      | 86     | 41     | +45 |

### Andamento in campionato
| Giornata  | 1 | 2 | 3 | 4 | 5 | 6 | 7 | 8 | 9 | 10 | 11 | 12 | 13 | 14 | 15 | 16 | 17 | 18 | 19 | 20 | 21 | 22 | 23 | 24 | 25 | 26 | 27 | 28 | 29 | 30 |
| --------- | - | - | - | - | - | - | - | - | - | -- | -- | -- | -- | -- | -- | -- | -- | -- | -- | -- | -- | -- | -- | -- | -- | -- | -- | -- | -- | -- |
| Luogo     | C | T | C | T | C | T | C | T | C | T  | C  | T  | C  | T  | C  | T  | C  | T  | C  | T  | C  | T  | C  | T  | C  | T  | C  | T  | C  | T  |
| Risultato | V | V | P | V | V | P | V | V | V | V  | V  | N  | V  | V  | V  | V  | V  | N  | V  | P  | V  | V  | V  | V  | N  | N  | P  | V  | V  | V  |
| Posizione | 1 | 1 | 5 | 4 | 1 | 5 | 2 | 4 | 2 | 2  | 2  | 2  | 2  | 2  | 1  | 2  | 2  | 2  | 2  | 2  | 2  | 2  | 2  | 2  | 2  | 2  | 2  | 2  | 2  | 2  |

Legenda:

Luogo: C = Casa; T = Trasferta. Risultato: V = Vittoria; N = Pareggio; P = Sconfitta.